# ویلم جکسون
ویلم جکسون (انگلیسی: Willem Jackson؛ زادهٔ ۲۶ مارس ۱۹۷۲) یک بازیکن فوتبال اهل آفریقای جنوبی است.
وی همچنین در تیم ملی فوتبال آفریقای جنوبی بازی کرده‌است.